# Susan Helmsová
Susan Jane Helmsová (* 26. února 1958 v Charlotte, v Severní Karolíně, USA), původně inženýrka a pilotka letectva Spojených států, byla od ledna 1990 do července 2002 astronautkou NASA. Má za sebou pět kosmických letů včetně půlročního pobytu na Mezinárodní vesmírné stanici (ISS). Celkem strávila ve vesmíru 210 dní, 23 hodin a 11 minut. Po odchodu z NASA se vrátila k vojenské službě, od roku 2008 je ředitelkou pro plánování a politiku Strategického velitelství ozbrojených sil.

## Život

### Mládí
Susan Helmsová se narodila v Charlotte v Severní Karolíně, dětství a mládí prožila v oregonském Portlandu. Po ukončení zdejší střední školy roku 1976 se přihlásila na Akademii letectva (U.S. Air Force Academy), roku 1980 zde získala titul bakaláře (v první ženské skupině). Poté sloužila v letectvu na základně Eglin na Floridě jako důstojník pro výzbroj letadel F-16. Roku 1985 dokončila magisterské studium na Stanfordově univerzitě. Nato dva roky učila na Akademii letectva. V letech 1987–1988 prošla ročním kurzem na pilotní škole (USAF Test Pilot School). Potom byla přeložena do zkušebního střediska v Cold Lake v Kanadě.

### Astronautka
Úspěšně se zúčastnila 13. náboru astronautů NASA a 17. ledna 1990 byla začleněna do oddílu astronautů NASA. Absolvovala kurz všeobecné kosmické přípravy a v červenci 1991 získala kvalifikaci letového specialisty raketoplánu Space Shuttle.
Po dokončení přípravy zastávala různé funkce v NASA. Už po dvou letech odstartovala do vesmíru na palubě raketoplánu Endeavour. Mise STS-54 začala 13. ledna 1993, po splnění programu letu (hlavním úkolem bylo vypuštění družice TDRS-6) astronauti přistáli 19. ledna 1993 na Floridě, let trval 5 dní, 23 hodin a 39 minut.
Ve dnech 9.–20. září 1994 pobývala ve vesmíru podruhé. Let STS-64 raketoplánu Discovery trval 10 dní, 22 hodin a 51 minut. V jeho průběhu astronauté vypustili a opět zachytili družici Spartan a provedli řadu dalších experimentů.
Potřetí se do vesmíru dostala ve dnech 20. června až 6. července 1996 v Shuttlu Columbia při letu STS-78. Posádka se v laboratoři Spacelab věnovala výzkumům vlivu mikrogravitace na živé organizmy a technologickým experimentům. Délka letu byla 16 dní, 21 hodin a 48 minut.

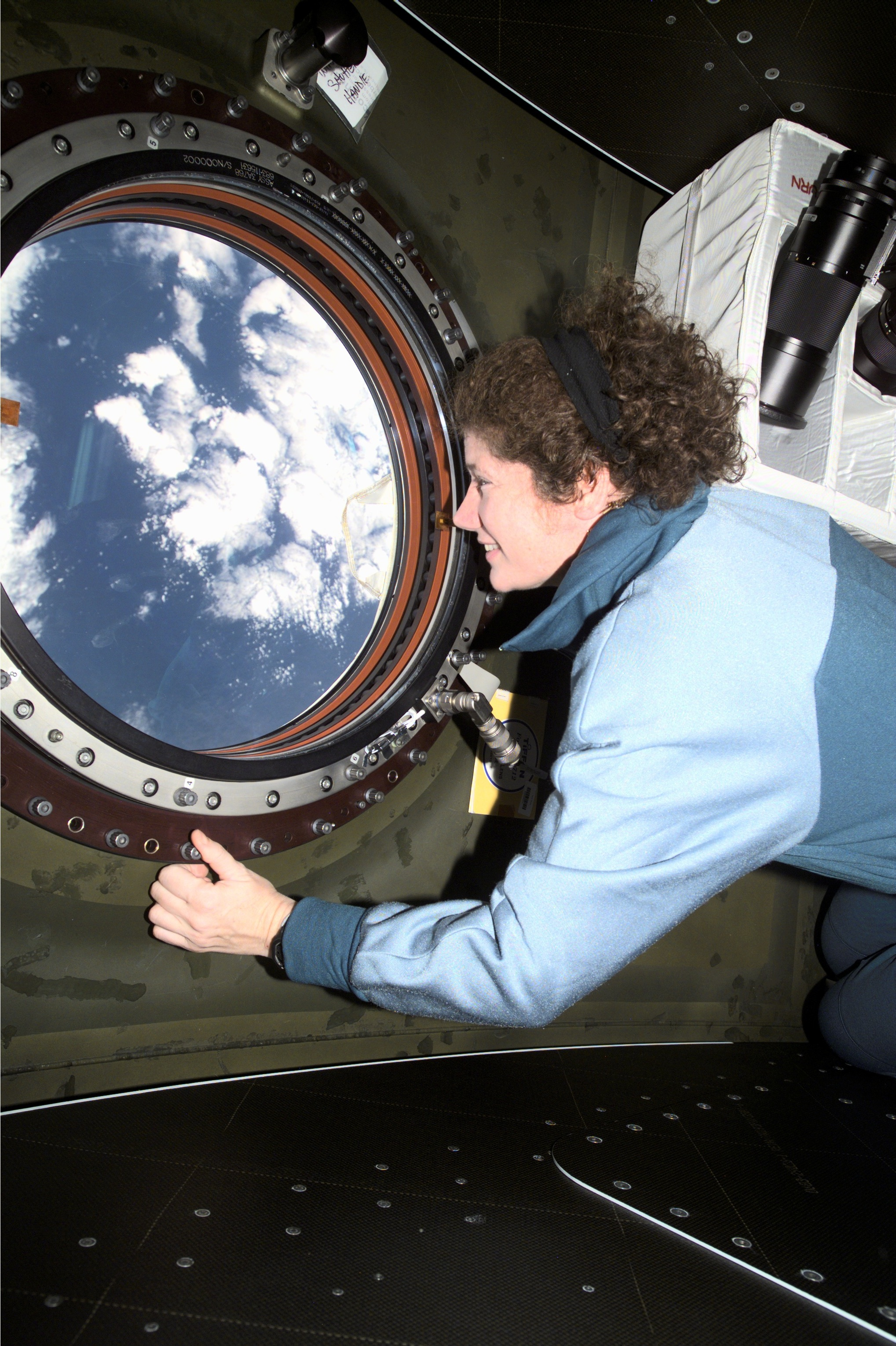
Susan Helmsová na ISS, modul Destiny, 31. března 2001.

V listopadu 1997 byla jmenována palubní inženýrkou posádky Expedice 2 na Mezinárodní vesmírnou stanici (ISS), kolegy v posádce se stali Jurij Usačov a James Voss.
Současně s přípravou na pobyt na ISS byla v únoru 2000 zařazena do posádky letu STS-101. Raketoplán Atlantis odstartoval 19. května 2000, cílem letu bylo zásobení ještě neobydlené ISS a zvýšení její dráhy.
Druhá základní posádka ISS vzlétla do vesmíru 8. března 2001 v raketoplánu Discovery (let STS-102). Po běžném půlročním pobytu na ISS se trojice Usačov, Voss, Helmsová vrátila na Zem opět v Discovery při letu STS-105. Přistání na mysu Canaveral proběhlo 19. června 2002 po 167 dnech, 6 hodinách a 42 minutách letu.
V červenci 2002 odešla z NASA zpátky do ozbrojených sil. Sloužila v různých funkcích v kosmických silách a letectvu, v červnu 2006 byla jmenována velitelkou 45. kosmického křídla (45th Space Wing) umístěného na základně Patrick na Floridě, zde řídila všechny nepilotované vojenské starty nosných raket Delta a Atlas. V listopadu 2008 byla jmenována ředitelkou pro plánování a politiku Strategického velitelství (U.S. Strategic Command) na základně Offutt v Nebrasce. Dne 2. srpna 2009 byla povýšena do hodnosti generálmajora.